# Nototylus
Nototylus is een geslacht van kevers uit de familie van de loopkevers (Carabidae). De wetenschappelijke naam van het geslacht werd voor het eerst geldig gepubliceerd in 1927 door Max Bänninger.

## Soorten
Het geslacht Nototylus is monotypisch en omvat slechts de volgende soort:
- Nototylus fryi Schaum, 1863